# Lucky Seven (album de Bob James)
Albums de Bob James
Touchdown
(1978) One on One avec Earl Klugh
(1979)
Lucky Seven est un album du claviériste Bob James.

## Liste des titres
1. Rush Hour
2. Blue Lick
3. Look-Alike
4. Big Stone City
5. Friends
6. Fly Away

## Musiciens
- Bob James Piano, Claviers, Synthétiseur
- Eric Gale Guitare
- Hiram Bullock Guitare
- Neil Jason Guitare basse, Vocaliste
- Gary King Guitare basse
- Steve Khan Guitare acoustique
- Richie Resnicoff Guitare acoustique
- Idris Muhammad Drums
- Andy Newmark Drums
- Steve Gadd Drums
- Jimmy Maelen Percussion
- Ralph MacDonald Percussion